# إدي دويل
إدي دويل (بالإنجليزية: Eddie Doyle)‏ هو لاعب كرة قدم أمريكية أمريكي، ولد في 17 أكتوبر 1898 في نيويورك في الولايات المتحدة، وتوفي في 8 نوفمبر 1942 في المغرب.